# 上葵涌

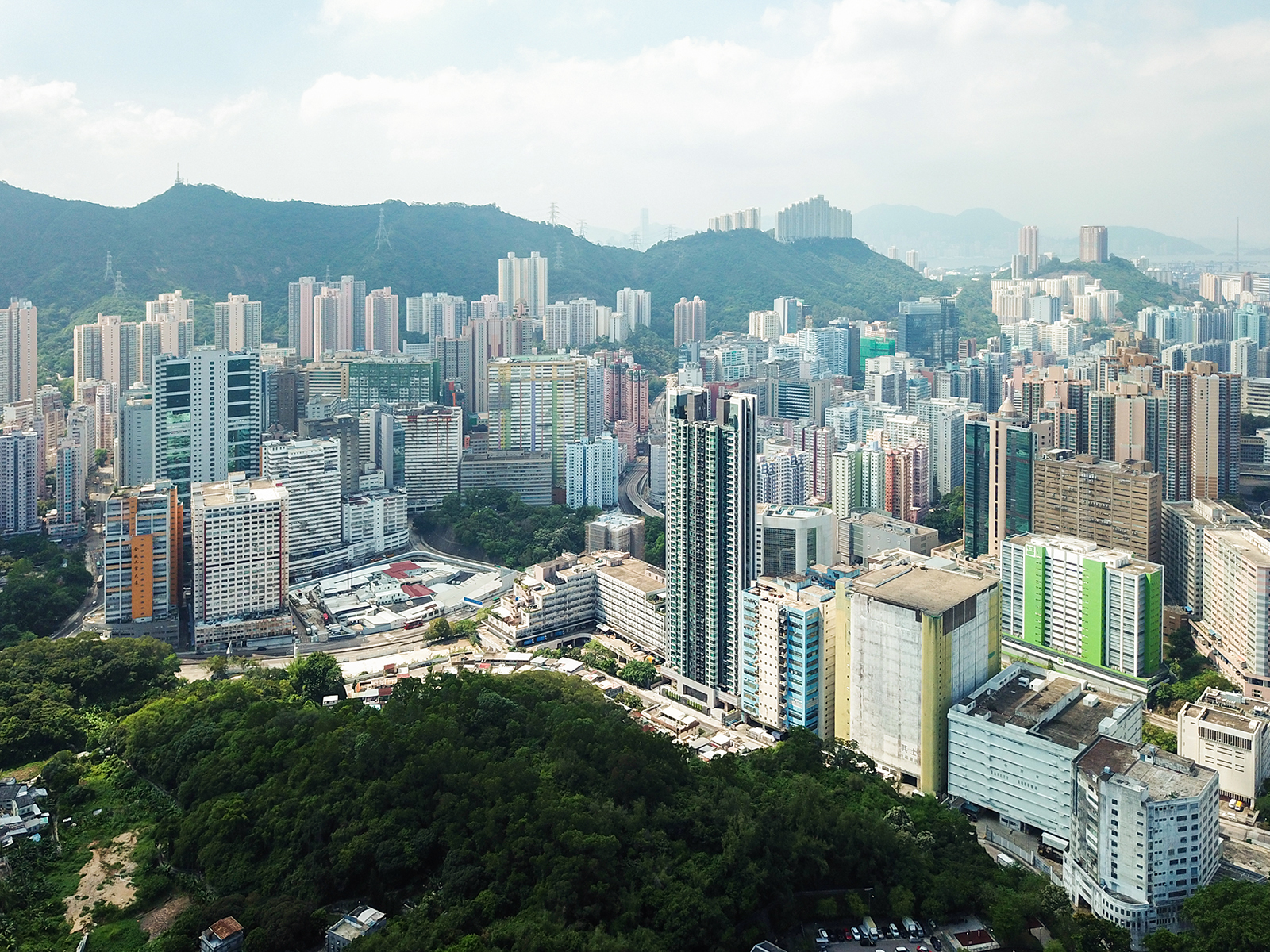
上葵涌的工廠大廈

上葵（亦作）為香港新界的一部份，橫跨荃灣區東部與葵涌北部，位處城門郊野公園以南及金山郊野公園以西。值得留意的是，和宜合道以西部分歸荃灣區，而非葵青區。
上葵涌是一個集合舊式工廠大廈、唐樓和公共屋邨的社區。上葵涌東面為石籬、石蔭及安蔭邨，屬葵青區，此部分在行政上、以及居民通稱多作北葵涌（英語：North Kwai Chung）、東北葵（英語：Northeast Kwai Chung）或石梨貝（英語：Shek Lei Pui，來自該處最早及最大的公共屋邨石籬邨）。地理上同屬上葵涌的是位於西北面的梨木樹邨；此外西面還有幾個平房區，包括上葵涌村、打磚坪村和大白田村，與梨木樹邨同屬荃灣區。

## 歷史

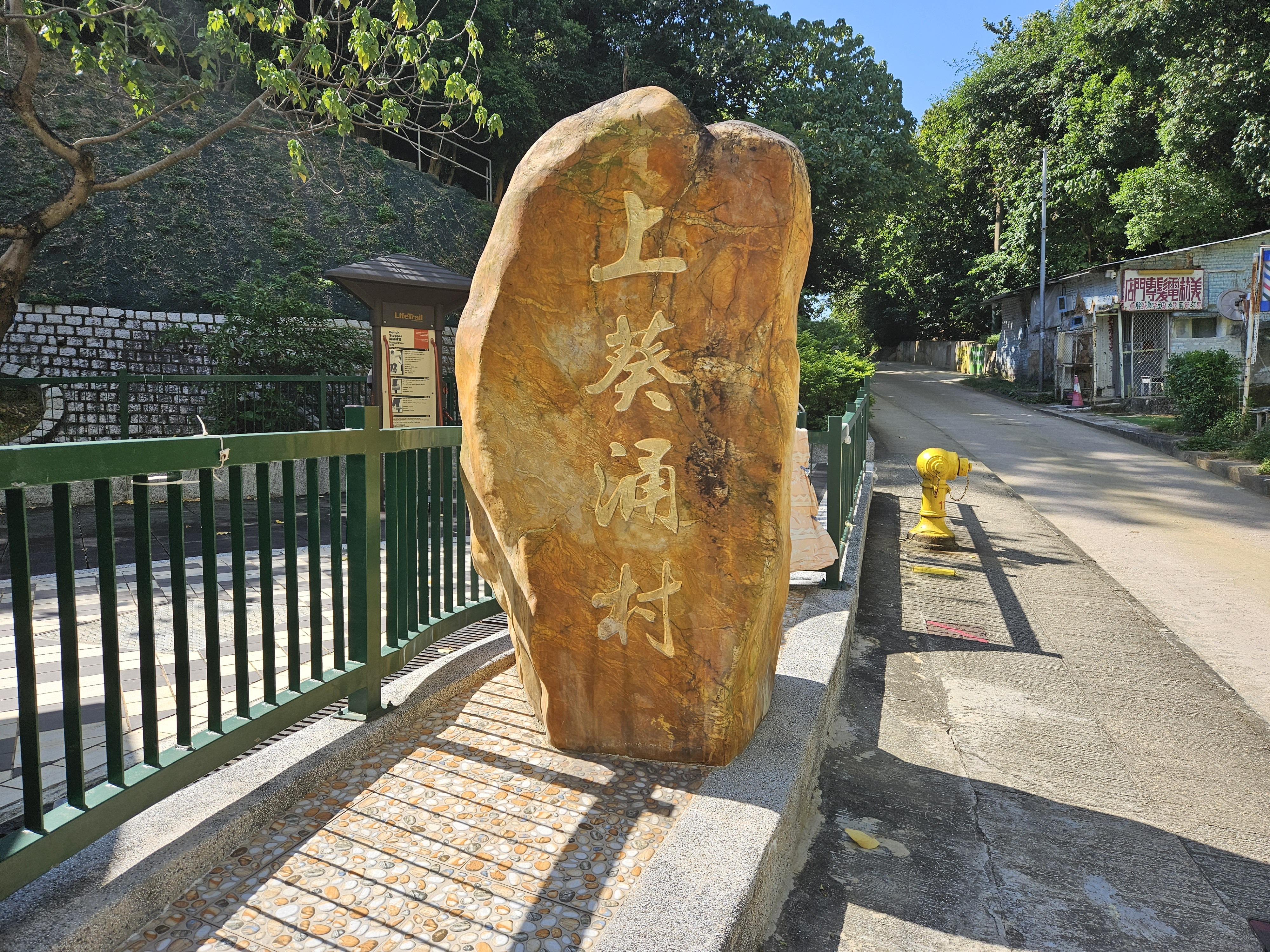
上葵涌村石

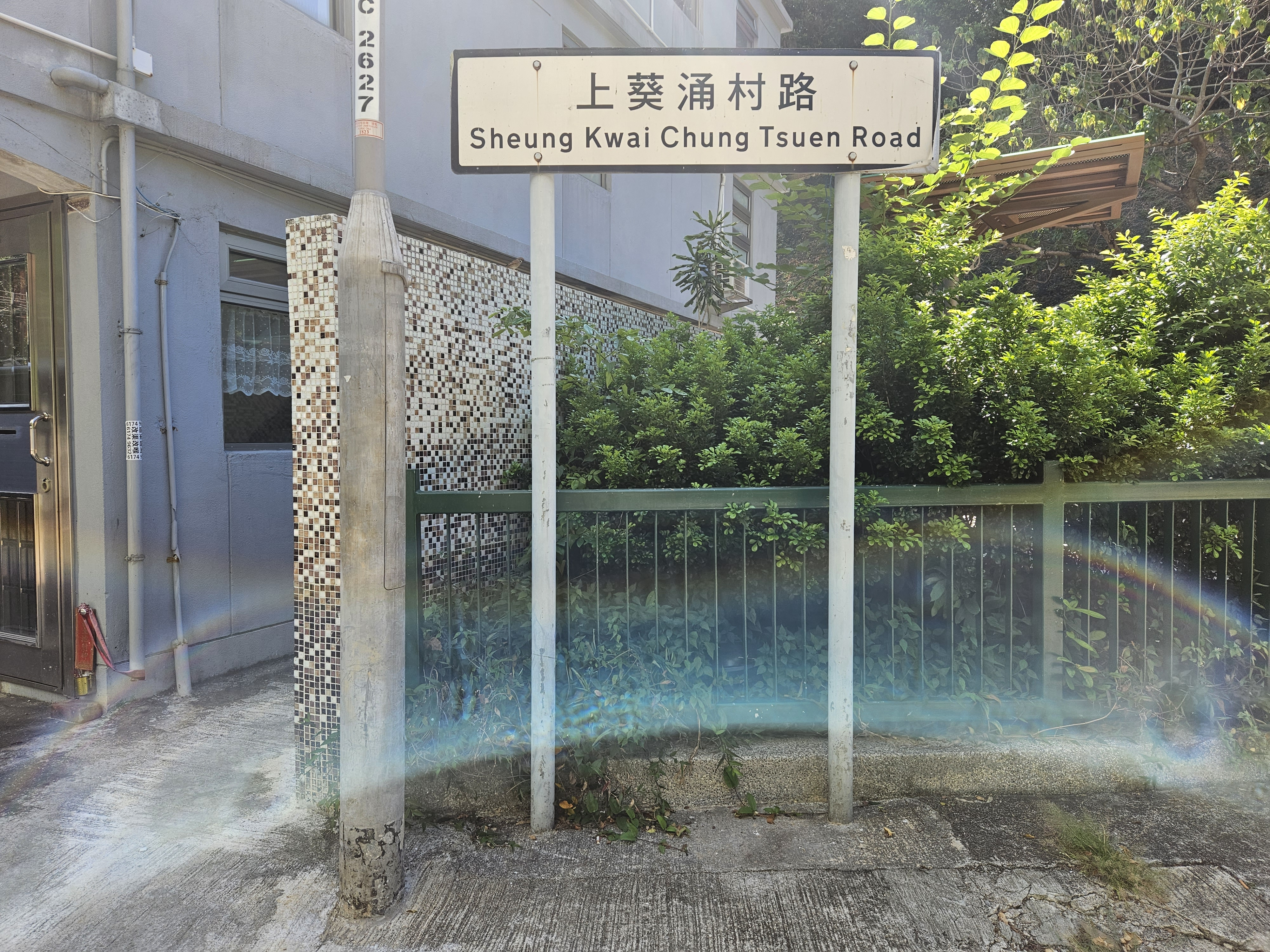
上葵涌村路路牌

上葵涌及下葵涌之名，早見於葵涌開發前所繪製的地圖。上葵涌在1960年代開發前，附近有上葵涌村、大白田村、打磚坪村等鄉村村落，因爲市區發展而搬遷至同區西部。其後政府在區內興建公共屋邨石籬邨、石蔭邨及梨木樹邨，因此石梨、石蔭及梨木樹，順理成章成爲附近的慣用地名，其中前兩者的範圍，更涵蓋附近和宜合道及梨木道的私人住宅。
至於「北葵涌」及「東北葵（涌）」一名，可以追溯至荃灣理民府在1980年11至12月舉辦的「葵涌節」，將整個葵涌分為東、南、西、北、中葵涌及葵盛6個區域。其中梨木樹及石蔭屬於「北葵涌」，石籬及大連排道工業區屬於「東葵涌」，合稱「東北葵」。區內的政府建築物多按所屬分區命名，詳見下文區內設施一節。由於「東葵涌」較不常用，因此後來「北葵涌」及「東北葵（涌）」之名已經混同並取而代之，今日涵蓋的範圍，大致包括葵青區的石梨、石蔭，加上山上1990年代落成的安蔭邨。

## 住宅

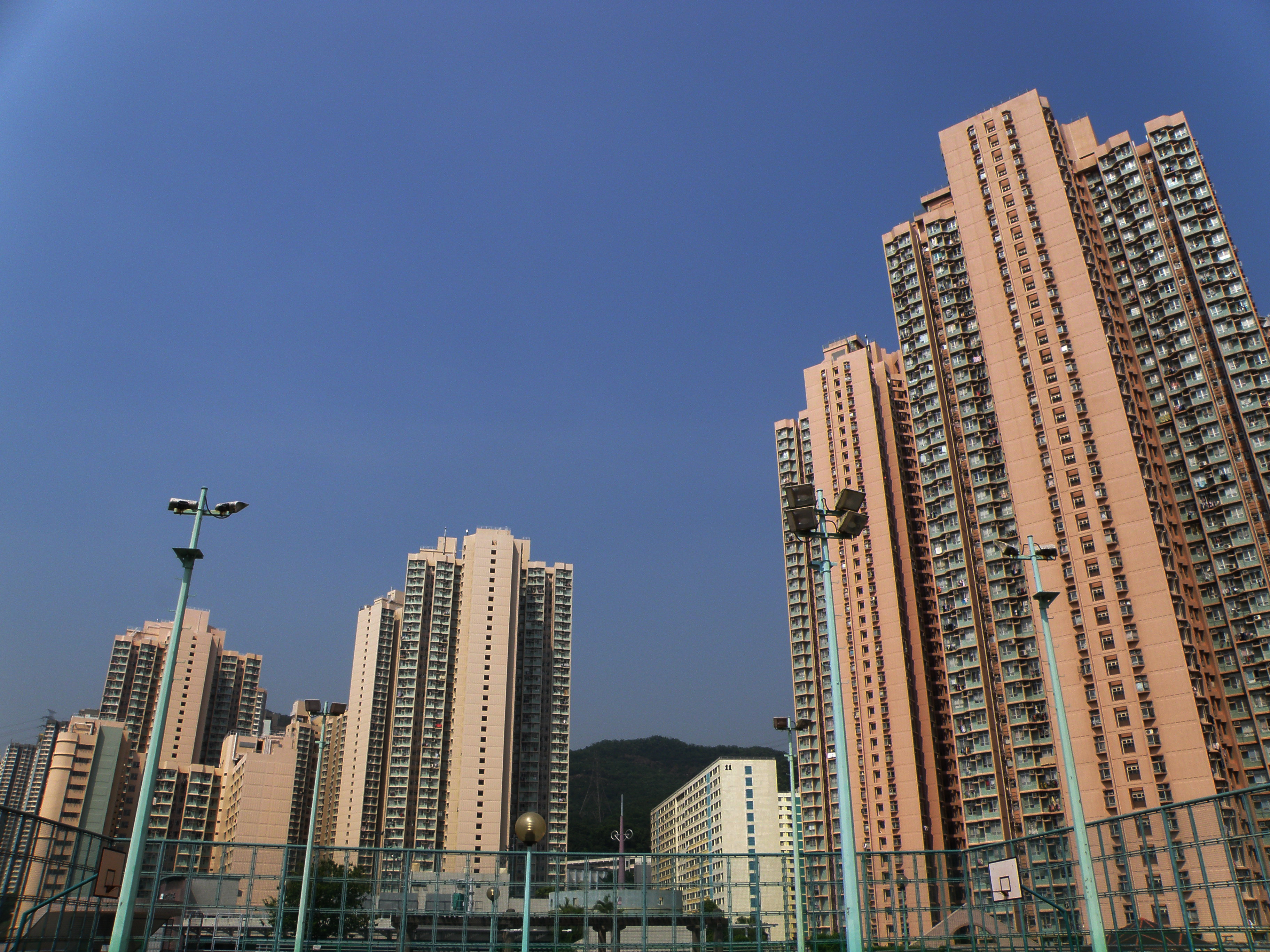
石籬（二）邨

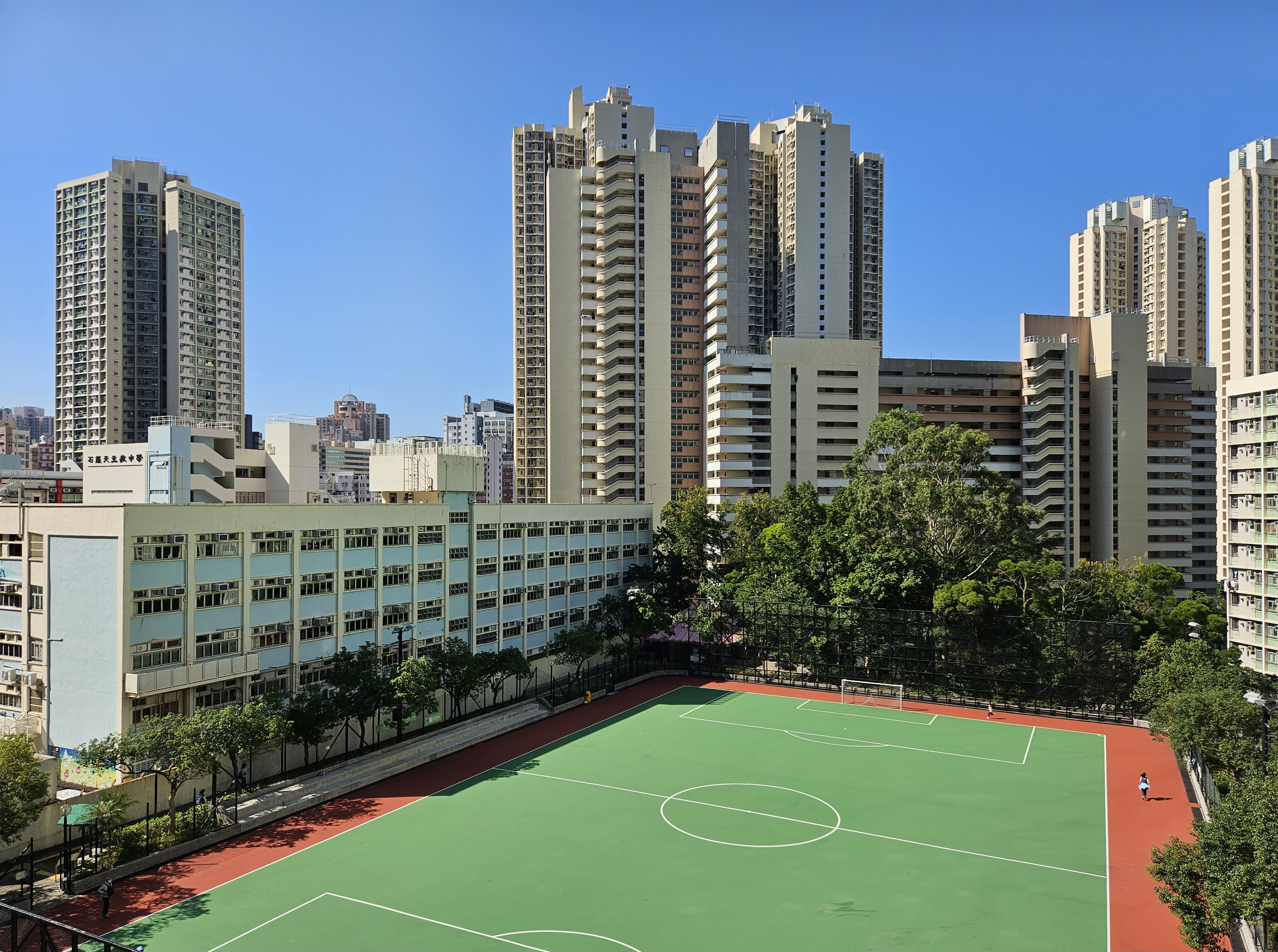
石蔭邨

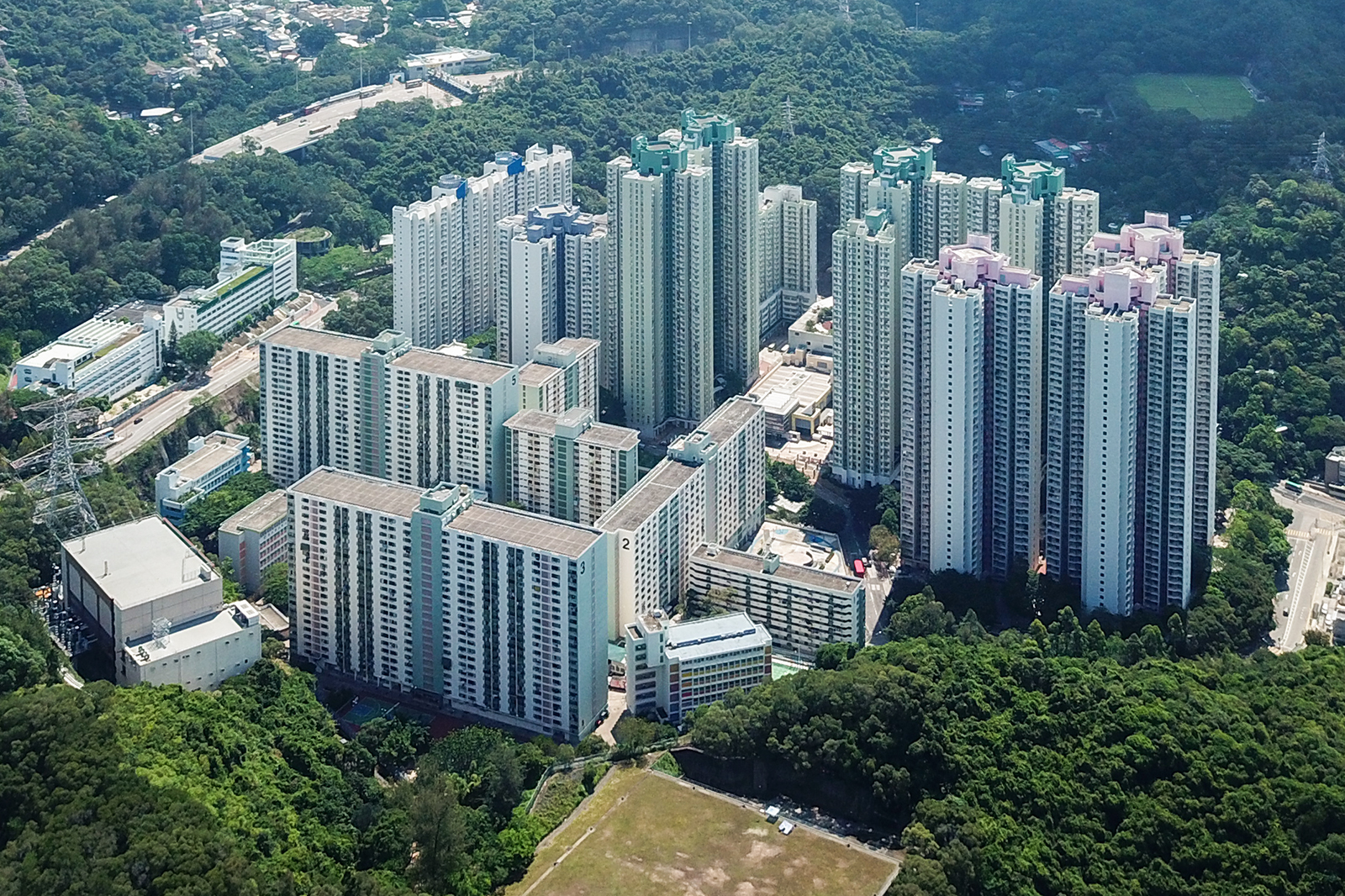
梨木樹邨

上葵涌的住宅主要位於東部北葵涌一帶，金山山麓建有石籬邨等多條公共屋邨，下方和宜合道附近則有大量單棟式唐樓、私人樓宇林立。
西北部的梨木樹一帶除了公屋梨木樹邨之外，還有少量鄉村式發展用地，用以重置原位於上葵涌各處，因應都市發展而遷走的鄉村。

### 公共屋邨
- 石籬邨
- 石蔭邨
- 石蔭東邨
- 安蔭邨
- 梨木樹邨

### 居者有其屋屋苑
- 怡峰苑
- 寧峰苑

### 私人屋苑
- 雍雅軒
- 寶星中心
- 葵星中心

## 區內設施

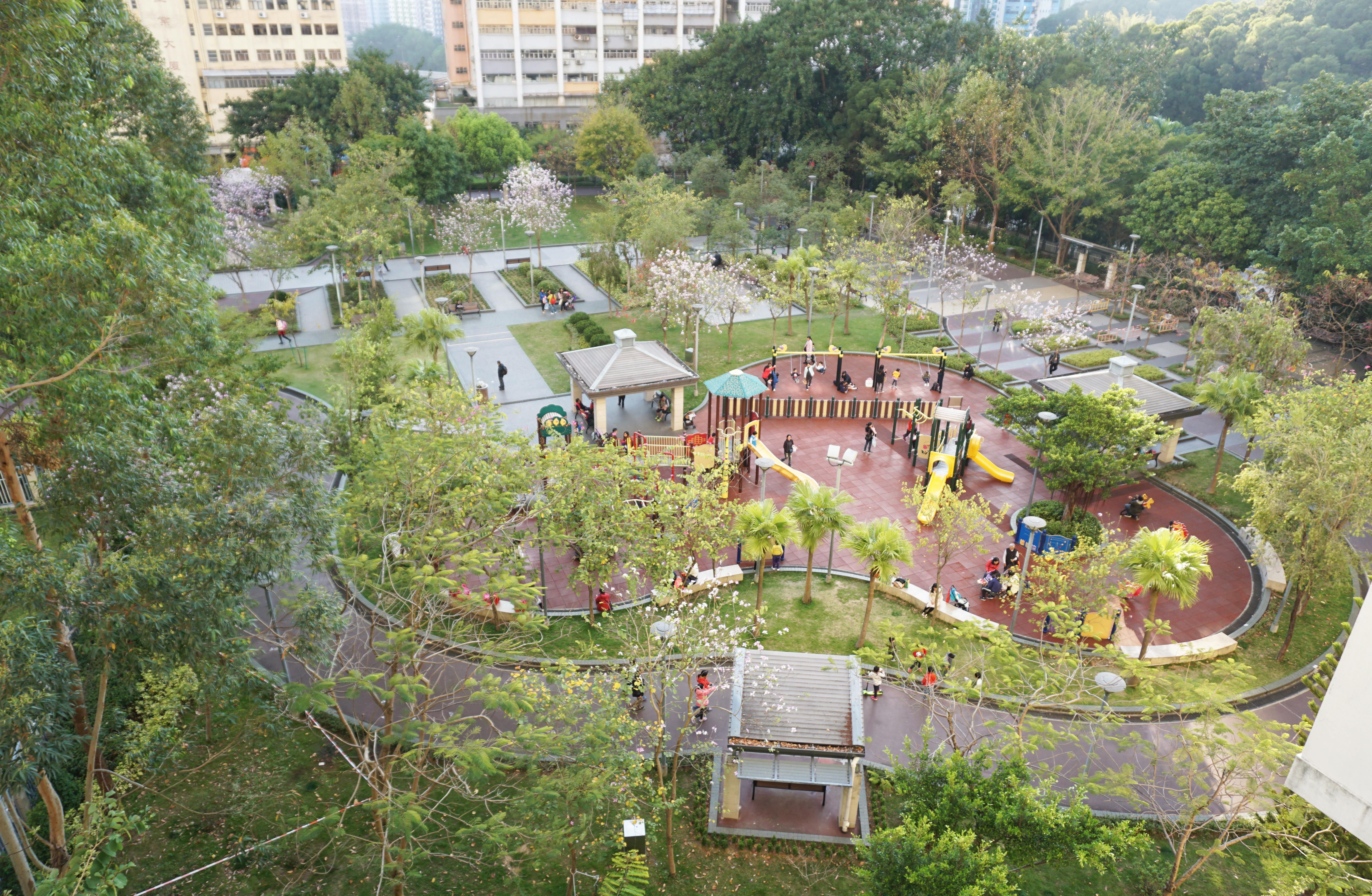
梨木道公園

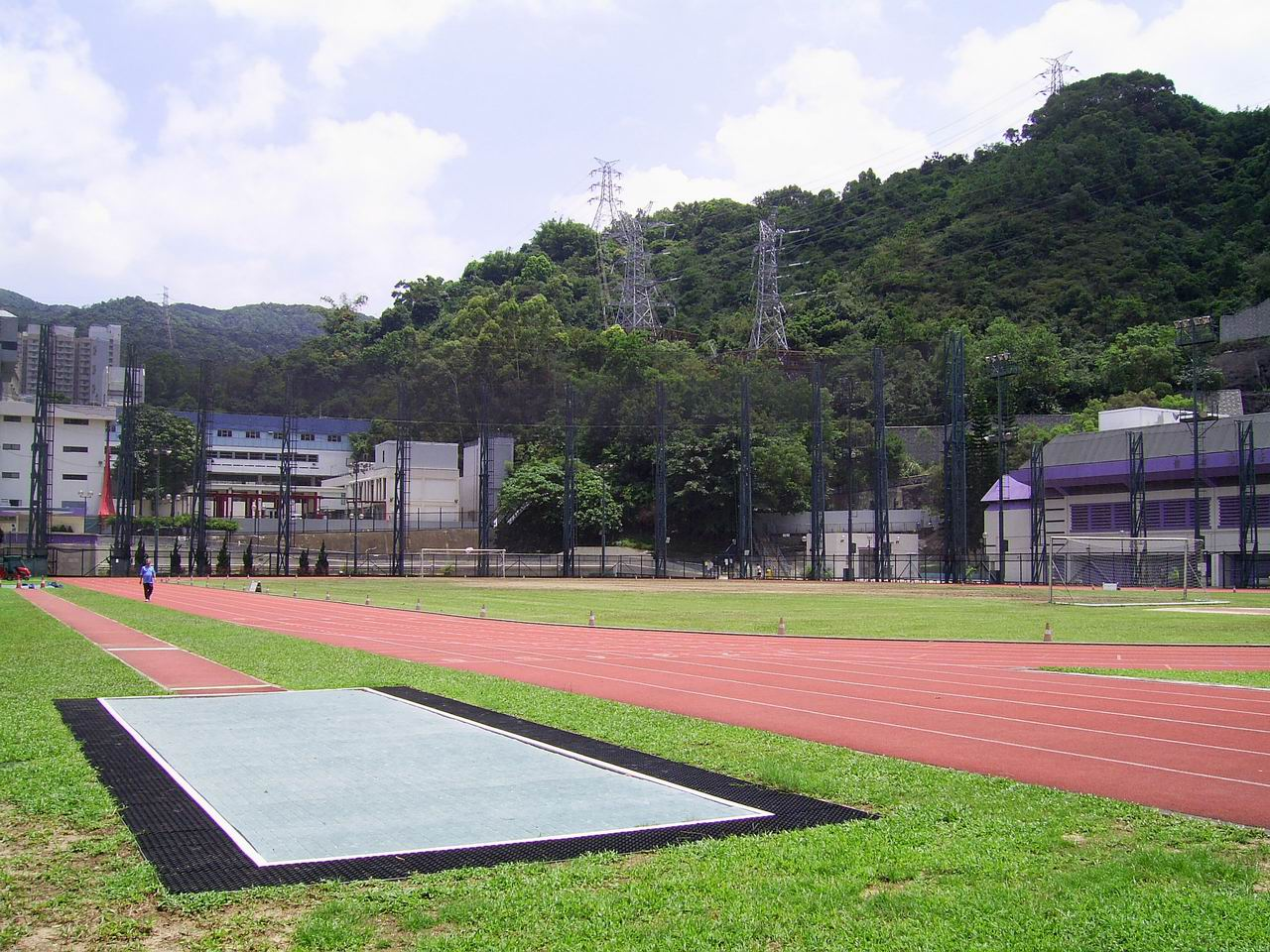
和宜合道運動場

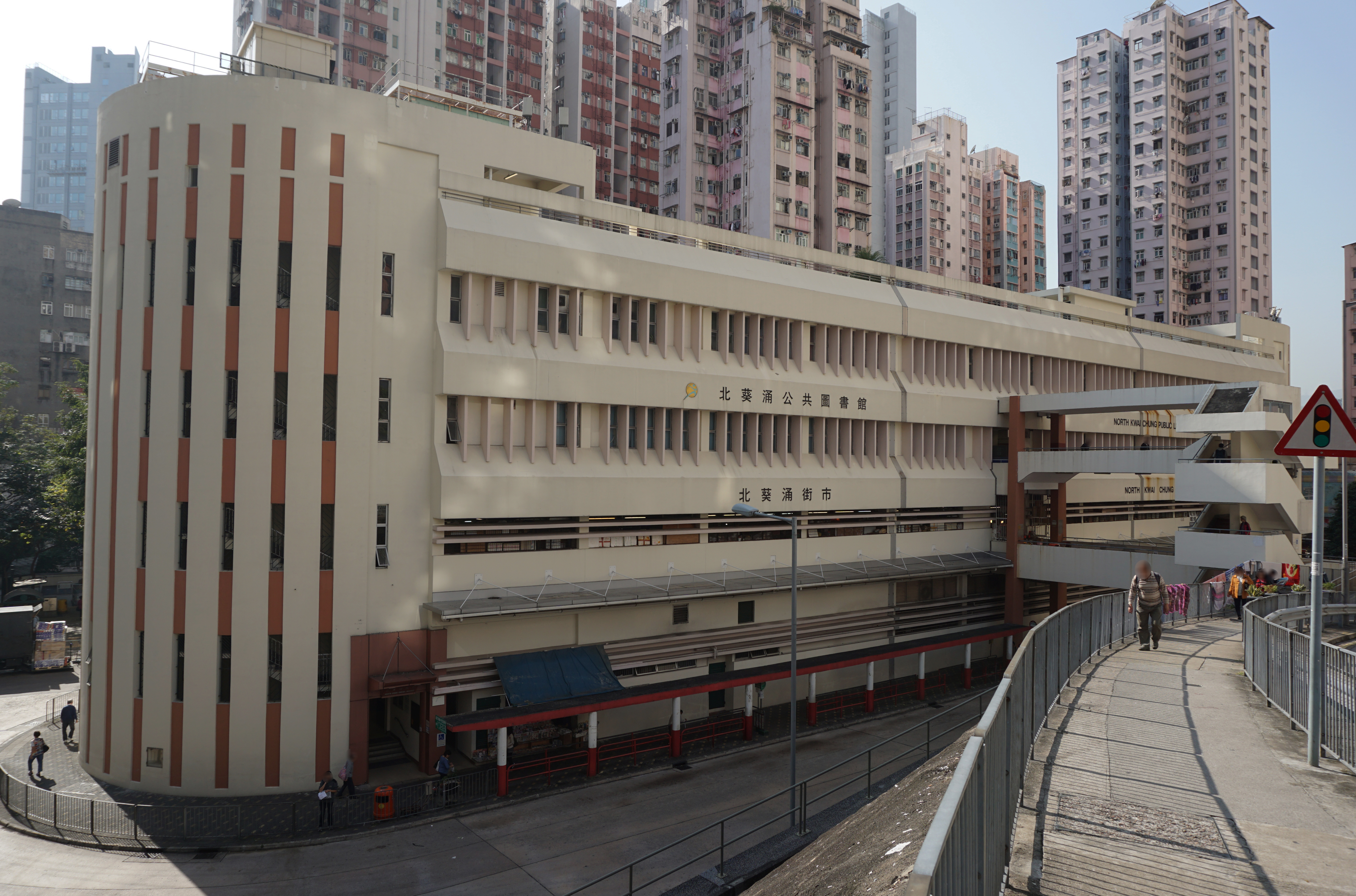
北葵涌公共圖書館暨北葵涌街市

區內主要的公共設施大多位於石蔭邨附近。

### 文康設施
- 石蔭梨木道公園
- 北葵涌賽馬會游泳池
- 北葵涌鄧肇堅體育館
- 和宜合道運動場
- 和宜合道高爾夫球練習場
- 石排街公園

### 社區設施
- 北葵涌街市
- 北葵涌公共圖書館
- 北葵涌普通科門診診所
- 伍若瑜夫人普通科門診診所
- 和宜合道熟食市場
- 石籬社區會堂
- 梨木樹消防局

## 交通
和宜合道是貫通上葵涌區內的最主要幹道，其他主要街道包括青山公路、梨木道、昌榮路、石排街等。

## 區議會議席分佈
為方便比較，以下列表以青山公路葵涌段（自業成街嘉翠園交界起）、德士古道、城門道、象鼻山路、和宜合道等附近地區為範圍。
| 範圍                                                       | 屬區   | 2000-2003                  | 2004-2007                  | 2008-2011                  | 2012-2015                  | 2016-2019                  | 2020-2023                  | 2024-2027    |
| ---------------------------------------------------------- | ------ | -------------------------- | -------------------------- | -------------------------- | -------------------------- | -------------------------- | -------------------------- | ------------ |
| 和宜合道以北至大白田街以南                                 | 葵青區 | 石蔭選區                   | 石蔭選區                   | 石蔭選區                   | 石蔭選區                   | 石蔭選區                   | 石蔭選區                   | 葵涌東選區   |
| 青山公路葵涌段、梨木道、和宜合道、大隴街、石貝街包圍的範圍 | 葵青區 | 大白田選區                 | 大白田選區                 | 大白田選區                 | 大白田選區                 | 大白田選區                 | 大白田西選區及大白田東選區 | 葵涌東選區   |
| 安捷街沿線                                                 | 葵青區 | 安蔭選區                   | 安蔭選區                   | 安蔭選區                   | 安蔭選區                   | 安蔭選區                   | 安蔭選區                   | 葵涌東選區   |
| 石貝排街、大隴街、大白田街、石排街、青山公路葵涌段         | 葵青區 | 石籬選區                   | 石籬選區                   | 石籬選區                   | 石籬選區                   | 石籬北選區                 | 石籬北選區                 | 葵涌東選區   |
| 石排街以南                                                 | 葵青區 | 新石籬選區                 | 新石籬選區                 | 新石籬選區                 | 新石籬選區                 | 石籬南選區                 | 石籬南選區                 | 葵涌東選區   |
| 青山公路葵涌段、德士古道、和宜合道、昌榮路                 | 荃灣區 | 梨木樹西選區及梨木樹東選區 | 梨木樹西選區及梨木樹東選區 | 梨木樹西選區及梨木樹東選區 | 梨木樹西選區及梨木樹東選區 | 梨木樹西選區及梨木樹東選區 | 梨木樹西選區及梨木樹東選區 | 荃灣東南選區 |

註：以上主要範圍尚有其他細微調整（包括編號），請參閱有關區議會選舉選區分界地圖及條目。

### 引用
1. ↑   (PDF).   [2017-07-29]. （原始内容存档 (PDF)于2020-04-05）.
2. ↑  《葵青－舊貌新顏．傳承與突破》，葵青區議會，2004年3月